# Z nienawiści do kobiet
Z nienawiści do kobiet – polska literatura faktu, zbiór reportaży autorstwa Justyny Kopińskiej. Książka ukazała się 5 marca 2018 nakładem wydawnictwa Świat Książki. Jeszcze przed premierą trafiła na listę bestsellerów Empiku. Na początku 2019 zdobyła tytuł Książki Roku 2018 w kategorii Literatura faktu według portalu Lubimy Czytać, zdobywając 1 631 głosów.

## Spis treści
- Violetta Villas: Jestem Twoją mamą
- Ksiądz pedofil odprawia dalej
- Z nienawiści do kobiet
- Gej Twoim bratem w Kościele
- Dyrektor więzienia, który chciał być więźniem
- Ostatni klezmer
- Ile mamy trupów w szafach?
- W obliczu zła
- Nie można mnie zastraszyć - z Justyną Kopińską rozmawia Szymon Jadczak